# Onychothemis abnormis
Onychothemis abnormis is een libellensoort uit de familie van de korenbouten (Libellulidae), onderorde echte libellen (Anisoptera).
De wetenschappelijke naam Onychothemis abnormis is voor het eerst geldig gepubliceerd in 1868 door Brauer.